# سیکورسکی اس‌اچ-۶۰ سیهاوک
سیکورسکی اس‌اچ-۶۰/اچ اچ-۶۰اچ/ام اچ-۶۰ سیهاوک (به انگلیسی: Sikorsky SH-60 Seahawk) یک هواگرد ساختِ کارخانهٔ سیکورسکی در کشور ایالات متحده آمریکا است که در سال ۱۹۷۹ ساخته شد. نخستین استفاده‌کنندهٔ این هواپیما نیروی دریایی ایالات متحده آمریکا بوده‌است. این هواگرد برای نخستین بار در ۱۲ دسامبر ۱۹۷۹ میلادی مورد استفاده قرار گرفت.